# Hey Ho! Let's Go: The Anthology
Hey Ho! Let's Go: The Anthology dvostruki je CD kompilacijski album od američkog punk rock sastava Ramones, koji izlazi u srpnju 1999.g. Ovom kompilacijom pokušalo se zaokruži kompletna Ramonesova glazbena karijera. Sadrži dvije prethodno neobjavljenje skladbe "Rock 'n' Roll High School" i "I Want You Around", koje Ed Stasium miksa za originalni snimak u filmu Rock 'n' Roll High School. Uz neke verzija albuma dolazi i tvrdo uvezana brošura sa 80 stranica koju su napisali David Fricke i Danny Fields. Svi Ramonesovi studijski albumu uključeni su u ovu kompilaciju, osim Acid Eaters iz 1993. koji sadrži cover skladbe.
Album je u Argentini postigao dvostruku platinastu nakladu i prodaju od preko 80.000 primjeraka, u britaniji postiže srebrenu nakladu i prodaju od preko 60.000 kopija, dok zlatnu nakladu postiže u Australiji i prodaju od 35.000 kopija.

## Popis pjesama
Sve pjesme napisao je sastav Ramones, osim gdje je drugačije naznačeno. 

### Disk prvi
1. "Blitzkrieg Bop" – 2:14  (Tommy Ramone / Dee Dee Ramone)
2. "Beat on the Brat" – 2:32  (Joey Ramone)
3. "Judy Is a Punk" – 1:32   (Joey R.)
4. "I Wanna Be Your Boyfriend" – 2:27   (Tommy R.)
5. "53rd & 3rd" – 2:20   (Dee Dee R.)
6. "Now I Wanna Sniff Some Glue" – 1:37   (Dee Dee R.)
7. "Glad to See You Go" – 2:13   (tekst: Dee Dee R. / Music: Joey R.)
8. "Gimme Gimme Shock Treatment" – 1:44
9. "I Remember You" – 2:20
10. "California Sun" – 2:03   (Henry Glover / Morris Levy)
11. "Commando" – 1:54
12. "Swallow My Pride" – 2:07   (Joey R.) 1
13. "Carbona Not Glue" – 1:53 ²
14. "Pinhead" – 2:44   (Dee Dee R.)
15. "Sheena Is a Punk Rocker" – 2:49   (Joey R.) ³
16. "Cretin Hop" – 1:58
17. "Rockaway Beach" – 2:08   (Dee Dee R.)
18. "Here Today, Gone Tomorrow" – 2:50   (Joey R.)
19. "Teenage Lobotomy" – 2:03
20. "Surfin' Bird" – 2:37   (Carl White / Alfred Frazier / John Harris / Turner Wilson, Jr.)
21. "I Don't Care" – 1:40   (Joey R.) 1
22. "I Just Want to Have Something to Do" – 2:43   (Joey R.)
23. "I Wanna Be Sedated" – 2:31   (Joey R.)
24. "Don't Come Close" – 2:46
25. "She's the One" – 2:15
26. "Needles & Pins" – 2:23  (Sonny Bono / Jack Nitzsche) 4
27. "Rock N' Roll High School" – 2:21   (Joey R.) 5
28. "I Want You Around" – 3:02  (Dee Dee R. / Joey R. / Johnny Ramone) 5
29. "Do You Remember Rock 'n' Roll Radio?" – 3:52   (Joey R.)
30. "I Can't Make It on Time" – 2:33
31. "Chinese Rock" – 2:30  (Dee Dee R. / Richard Hell)
32. "I'm Affected" – 2:54   (Joey R.)
33. "Danny Says" – 3:06   (Joey R.)

### Disk drugi
1. "The KKK Took My Baby Away" – 2:31  (Joey Ramone)
2. "She's a Sensation" – 3:26   (Joey R.)
3. "It's Not My Place (In the 9 to 5 World)" – 3:23   (Joey R.)
4. "We Want the Airwaves" – 3:22   (Joey R.)
5. "Psycho Therapy" – 2:39  (Johnny Ramone / Dee Dee Ramone)
6. "Howling at the Moon (Sha–La–La)" – 4:06   (Dee Dee R.)
7. "Mama's Boy" – 2:12  (Johnny R. / Dee Dee R. / Tommy Ramone)
8. "Daytime Dilemma (Dangers of Love)" – 4:33   (Joey R. / Daniel Rey)
9. "I'm Not Afraid of Life" – 3:13   (Dee Dee R.)
10. "Too Tough to Die" – 2:38   (Dee Dee R.)
11. "Endless Vacation" – 1:50   (Dee Dee R. / Johnny R.)
12. "My Brain Is Hanging Upside Down (Bonzo Goes to Bitburg)" – 3:57   (Dee Dee R. / Joey R. / D. Rey) 6
13. "Somebody Put Something in My Drink" – 3:23  (Richie Ramone)
14. "Something to Believe In" – 4:09   (Dee Dee R. / Jean Beauvoir) 1
15. "I Don't Want to Live This Life (Anymore)" – 3:29   (Dee Dee R.) 7
16. "I Wanna Live" – 2:39   (Dee Dee R. / D. Rey)
17. "Garden of Serenity" – 2:28   (Dee Dee R. / D. Rey)
18. "Merry Christmas (I Don't Want to Fight Tonight)" – 2:05   (Joey R.) 1
19. "Pet Sematary" – 3:34   (Dee Dee R. / D. Rey) 1
20. "I Believe in Miracles" – 3:21   (Dee Dee R. / D. Rey)
21. "Tomorrow She Goes Away" – 2:41   (Joey R. / D. Rey)
22. "Poison Heart" – 4:04   (Dee Dee R. / D. Rey)
23. "I Don't Wanna Grow Up" – 2:46  (Tom Waits / Kathleen Brennan)
24. "Joey Ryan Norris Is Weird" – 3:14   (Joey R.)
25. "R.A.M.O.N.E.S." – 1:24  (Lemmy / Würzel / Phil Campbell / Phil Taylor) 8

### Zabilješke
1 Singl verzije od izdavača Sire Records.

² Prethodno objavljenja na LP-u.

³ Izdanje ABC Recordsa originalnih singl verzija.

4 Remiks singl verzije od izdavača Sire Records. 

5 Miks od Eda Stasiuma Rock 'n' Roll High School originalno za filmsku glazbu.

6 VB 12-inčni singl verija.

7 Originalno objavljena na B-strani "Crummy Stuff" VB 12" singl.

8 Bonus skladba za Japansko tržište Adios Amigos zajedno s vokalom C.J. Ramone.

## Reizdanje
2001. album Hey Ho! Let's Go: The Anthology (vjerojatno zbog Joey Ramoneove smrti) nanovo je objavljen. Ova nova verzija albuma ne uključuje brošuru i izvršene su promjene na popisu skladbi od prvog CD-a. "I'm Affected" i "I Can't Make it on Time" zamijenjene su skladbom "Baby I Love You", koja je bila najbolje pozicionirana na Top ljestvici u Velikoj Britaniji.

## Izvođači
- Joey Ramone –  prvi vokal
- Johnny Ramone – gitara
- Dee Dee Ramone – bas-gitara, prateći vokal, prvi vokal
- C.J. Ramone – bas-gitara, prateći vokal, prvi vokal
- Marky Ramone - bubnjevi
- Richie Ramone - bubnjevi
- Tommy Ramone – bubnjevi

### Ostali izvođači
- Barry Goldberg – orgulje, pianino
- Benmont Tench – klavijature
- Steve Douglas – saksofon
- Graham Gouldman - prateći vokali
- Russell Mael - prateći vokali
- Ian Wilson – prateći vokali
- Rodney Bingenheimer - pljeskanje
- Harvey Robert Kubernick – pljeskanje

### Produkcija
- Jean Beavoir – Miks, Originalni producent snimanja, Producent
- Don Berman, Ian Bryan, Ron Cote, John Dixon, DJ Walker Bruce, Gold Andy Hoffman, Don Hunerberg, Ray Janos, Tom Lester, Robbie Norris, Garris Shipon, Harry Spiridakis, Joe Warda – asistenti projekcije
- Keith Bessey, Robert Musso, Anders Oredson – projekcija, Miks
- Martin Bisi, Jorge Esteban, Harvey Goldberg, Judy Kirschner, Larry Levine, Boris Menart, Chris Nagle – Projekcija
- Joe Blaney, Jason Corsaro – Miks
- Tony Bongiovi, Ritchie Cordell, Graham Gouldman, Glen Kolotkin, Craig Leon, The Ramones, Phil Spector – Originalni producent snimanja, Producent
- Sean Donahue – DJ
- Tommy Ramone – Producent, projekcija, Originalni producent snimanja, Producent
- Danny Fields, David Fricke – Zabilješke
- Oz Fritz, Glenn Rosenstein – Asistent miksa
- Bryce Goggin – Asistent projekcije, Projekcija
- Paul Hamingson – Projekcija, Asistent Miksa
- Bill Inglot, Gary Stewart, Don Williams – Kompilacijski Producent
- Gary Kurfirst – Izvršni Producent
- Bill Laswell, Dave Stewart – Producent
- Daniel Rey – Glazbeni koordinator, Originalni producent snimanja, Producent
- Donna Sekulidis – Koordinator produkcije
- Joel Soiffer – Remiks
- Ed Stasium – Projekcija, Miks, Glazbeni direktor, Originalni producent snimanja, Producent

## Vanjske poveznice
- discogs.com - Ramones - Anthology: Hey Ho Let's Go!